# بی‌عاطفه (ترانه د ویکند)
«بی‌عاطفه» ترانه‌ای از خواننده کانادایی د ویکند از چهارمین آلبوم استودیویی او، آخر شب (۲۰۲۰) است. این ترانه توسط XO و ریپابلیک رکوردز در تاریخ ۲۷ نوامبر ۲۰۱۹ به عنوان تک آهنگ اصلی آلبوم منتشر شد. د ویکند این ترانه را با مترو بومین، آیل‌انجلو و دی‌آرای مون به‌طور مشترک نوشت. این ترانه در دومین هفته انتشارش در جدول بیلبورد هات ۱۰۰ ایالات متحده، در ۱۴ دسامبر ۲۰۱۹ به رتبه اول رسید و تبدیل به چهارمین ترانهٔ شماره یک د ویکند شد. ریمیکس ویپورویو از ترانه با خواننده رپ آمریکایی لیل اوزی ورت در کنار نسخه لوکس آلبوم در ۲۳ مارس ۲۰۲۰ منتشر شد.